# Lipowiec (województwo kujawsko-pomorskie)
Lipowiec – wieś w Polsce położona w województwie kujawsko-pomorskim, w powiecie brodnickim, w gminie Zbiczno.

## Podział administracyjny
W latach 1975–1998 miejscowość administracyjnie należała do województwa toruńskiego.

## Demografia
Według Narodowego Spisu Powszechnego (III 2011 r.) liczył 135 mieszkańców. Jest jedenastą co do wielkości miejscowością gminy Zbiczno.